# یوست فان لاین
یوست فان لاین (هلندی: Joost van Leijen؛ زادهٔ ۲۰ ژوئیهٔ ۱۹۸۴) دوچرخه‌سوار اهل هلند است.
از باشگاه‌هایی که در آن رکاب زده‌است می‌توان به تیم دوچرخه‌سواری وکانسولیل–دی‌سی‌ام، تیم لوتو–سودال، و دلتا سایکلینگ روتردام اشاره کرد.